# Sárgalábú cirpelőfutó
Az sárgalábú cirpelőfutó (Cychrus attenuatus) a rovarok (Insecta) osztályába, bogarak (Coleoptera) rendjébe és futrinkafélék (Carabidae) családjába tartozó faj.
Magyarországon védett, természetvédelmi értéke 5000 Ft.
Európai endemikus faj, Magyarországon a Dunántúli-középhegység és az Alpokalja erdeiben honos.

## Megjelenése
Teste 13-17 mm hosszú, bronzfényű, de lábszárai sárgás, barnás, vöröses színt viselnek. Szárnyfedőin 3-3 sorban orsó alakú kinövéseket visel. Feje hosszú és vékony, állkapcsi tapogatói, végükön kanálszerűek. Hozzá hasonló faj a fekete cirpelőfutó (Cychrus caraboides), de ez a faj nem visel kinövéseket a szárnyfedőjén.

## Életmódja
Ragadozó életmódot folytat, rendszerint éjszaka keresi táplálékát. Elsősorban csigákat zsákmányol, melyeket a nyálkanyomukat követve talál meg, ezután keskeny fejével és erős rágóival kiszedi a csigát házából. Hártyás szárnyai fejletlenek, repülésre alkalmatlanok.
Az imágókkal áprilistól szeptemberig találkozhatunk.